# 洪啓睿
洪啓睿（1556年7月20日—1616年），字尔介，号訒韋，福建南安英都良山村人，徙居晉江，明朝政治人物，進士出身。

## 生平
新會縣知縣洪有第次子。自幼聪颖，記憶力甚好。萬曆十三年（1585年）中乙酉科福建鄉試舉人。万历二十年（1592年）壬辰科会试第一（會元），殿试二甲第一（傳臚）。吏部觀政，六月授礼部主事，率先舉發沈惟敬陰險狡猾，上疏彈劾兵部尚書石星誤國，經略使宋應昌扶同欺蔽等罪。又奏請明神宗册立太子，並搭救于孔兼、陳泰來、顧允成等人。二十二年升员外郎，二十五年升為祠祭司郎中，二十六年升浙江副使，督學兩浙，二十九年轉任右參政，金衢兵備道。三十一年升浙江按察使，分守寧紹，治兵海上，功績懋著。寧波人為其建生祠祭祀。三十三年升浙江右布政使，三十六年改左布政使。當時任內浙東旱災，浙西水災，洪啓睿竭盡全力接濟難民，並上疏朝廷，奏請免除浙江的稅賦，開倉賑濟災民等措施，皆被朝廷採納允准。萬曆三十九年因病致仕歸鄉。著有《还山十誓》等，萬曆四十四年（1616年）逝世，享壽六十一歲，有子洪承紱。

## 家庭及關聯
曾祖父洪宙、祖父洪庭實、父洪有第。